# Cantó de Montsûrs
El cantó de Montsûrs és un cantó francès del departament del Mayenne, situat al districte de Laval. Té 9 municipis i el cap és Montsûrs.

## Municipis
- Brée
- La Chapelle-Rainsouin
- Deux-Évailles
- Gesnes
- Montourtier
- Montsûrs
- Saint-Céneré
- Saint-Ouën-des-Vallons
- Soulgé-sur-Ouette

## Història
| Data d'elecció                           | Identitat          | Partit                    | Qualitat |
| ---------------------------------------- | ------------------ | ------------------------- | -------- |
| 1945-1970                                | M. Bailly          | radical, després MRP      |          |
| 1970-1982                                | Roger Buard        | Divers gauche, després PS |          |
| 1982-2001                                | Jean-Michel Faguer | RPR                       |          |
| 2001-                                    | Jean-Noël Ravé     | Divers droite             |          |
| les dades anteriors no són pas conegudes |                    |                           |          |
|                                          |                    |                           |          |

| A partir de 1990: Població sense dobles comptes |